# ایرونتون (اوهایو)
ایرونتون(به انگلیسی: Ironton) شهری در ایالت اوهایو کشور ایالات متحده آمریکا است که جمعیت آن در سرشماری سال ۲۰۱۰ میلادی، ۱۱٬۱۲۹ نفر بوده‌است.